# Elymnias tiomanica
Elymnias tiomanica är en fjärilsart som beskrevs av John Nevill Eliot 1978. Elymnias tiomanica ingår i släktet Elymnias och familjen praktfjärilar. Inga underarter finns listade i Catalogue of Life.